# Рагозинское сельское поселение (Омская область)
Рагозинское се́льское поселе́ние — муниципальное образование в Седельниковском районе Омской области Российской Федерации.
Административный центр — село Рагозино.

## История
Статус и границы сельского поселения установлены Законом Омской области от 30 июля 2004 года № 548-ОЗ «О границах и статусе муниципальных образований Омской области».

## Население
| 2010 | 2011 | 2012 | 2013 | 2014 | 2015 | 2016 |
| ---- | ---- | ---- | ---- | ---- | ---- | ---- |
| 499  | →499 | ↘491 | ↘480 | ↘471 | ↘463 | ↘453 |
| 2017 | 2018 | 2019 | 2020 | 2021 | 2023 |      |
| ↘437 | ↘433 | ↘421 | ↘394 | ↘306 | ↘299 |      |

## Состав сельского поселения
| № | Населённый пункт | Тип населённого пункта       | Население |
| - | ---------------- | ---------------------------- | --------- |
| 1 | Алексеевка       | деревня                      | ↘0        |
| 2 | Неждановка       | деревня                      | ↘4        |
| 3 | Петропавловка    | деревня                      | ↘50       |
| 4 | Рагозино         | село, административный центр | ↘445      |